# Valeriano Barbiero
Valeriano Barbiero (Padova, 6 novembre 1942 – Padova, 8 marzo 2016) è stato un calciatore italiano, di ruolo difensore. Giocatore dal fisico potente, ambidestro e dotato di buona tecnica individuale, era efficace anche a supporto delle azioni offensive.

## Carriera

Barbiero (accosciato, primo da sinistra) capitano dell'Alessandria nella stagione 1974-1975

Cominciò a giocare nella formazione della parrocchia di Brusegana a Padova. Durante la finale di un torneo disputato ad Abano Terme venne notato dall'allenatore delle giovanili del Padova Mario Alfonsi, che lo invitò a fare un provino. Entrò quindi nel vivaio biancoscudato, dove ebbe come allenatori lo stesso Alfonsi e Mariano Tansini.
Alla fine della stagione di Serie B 1962-1963, Barbiero fu chiamato al debutto con la prima squadra del Padova dall'allenatore Elvio Matè, che lo schierò il 16 giugno 1963 nella vittoria per 1-0 in casa del Brescia. Schierato solo due volte in quel campionato, nel torneo successivo 1963-1964 collezionò 22 presenze.
Nella stagione 1964-1965 approdò al Cagliari, che militava in Serie A, voluto dall'allenatore Arturo Silvestri. Dopo due partite in Coppa Italia e un'amichevole contro l'Eire, un infortunio ai legamenti del ginocchio gli compromise la stagione e non poté debuttare nella massima serie.
Tornò quindi in Serie B con il Padova, disputando 9 partite nel campionato 1965-1966 e 14 in quello del 1966-1967. Quell'anno fece parte della squadra che perse in finale della Coppa Italia 1966-1967 contro il Milan, dopo aver eliminato il Napoli nei quarti e l'Inter in semifinale. Nelle due stagioni successive divenne titolare fisso del Padova.
Con la retrocessione dei biancoscudati in Serie C al termine del campionato 1968-1969, Barbiero passò alla Reggiana, dove disputò quattro stagioni. Retrocesso nel suo primo campionato con gli emiliani, riconquistò la Serie B l'anno dopo e vi rimase nei due successivi. Fu quindi ceduto all'Alessandria, dove giocò 69 incontri in campionato nel ruolo di libero e fu il capitano dell'ultima promozione in B dei grigi.
Giocò in totale per tredici anni di cui uno in Serie A, dieci in Serie B e due in Serie C. In Serie B disputò 226 gare, di cui 111 con il Padova, 82 con la Reggiana e 33 con l'Alessandria.

## Palmarès

### Club

#### Competizioni giovanili
- Campionato Primavera: 1

Padova: 1965-1966

#### Competizioni nazionali
- Campionato italiano Serie C: 2

Reggiana: 1970-1971 (girone A)
Alessandria: 1973-1974 (girone A)